# NIX.CZ
NIX.CZ, ve významu Neutral Internet eXchange, zkráceně NIX, je zájmové sdružení právnických osob (od založení roku 1996 stále jako NIX.CZ, z.s.p.o.), které v České republice sdružuje poskytovatele internetového připojení (internet service provider, zkratka ISP), poskytovatele internetového obsahu a jiné organizace za účelem vzájemného propojení jejich počítačových sítí (tzv. peering) a provozu příslušných uzlů.
NIX.CZ (Neutral Internet eXchange) je největší neutrální propojovací uzel (IXP) v České republice a jeden z 20 největších v Evropě. Založen byl 1. října 1996 jako zájmové sdružení právnických osob (z.s.p.o.), jehož cílem je propojit internetové poskytovatele a operátory za účelem výměny dat (tzv. peeringu) v neutrálním a nezávislém prostředí.

## Charakteristika
Telekomunikační společnosti působící v ČR tvoří toto sdružení, protože mají společný zájem na tom, aby byly jejich počítačové sítě vzájemně kvalitně propojeny a jejich zákazníci mohli rychle komunikovat v internetu v rámci ČR. Členové společně přispívají na technologie, které tvoří neutrální výměnný uzel a na jeho provoz. Členové tedy platí jen servisní poplatky. Za data, která si vzájemně vymění si poplatky neúčtují. Kromě českých společností jsou v NIXu přítomni i zahraniční a mezikontinentální operátoři, kteří se starají o přenos dat za hranice ČR.
Dá se říci, že se jedná o centrální bod českého internetu: Pokud stahujete cokoliv z českého internetu či někomu v ČR posíláte zprávu, ve většině případů vaše data putují právě přes toto výměnné centrum.

## Historie
NIX.CZ vznikl z iniciativy osmi zakládajících českých společností, které chtěly snížit náklady na vzájemné propojování sítí. Původní topologie byla čistě kruhová. V roce 2010 došlo k přestavbě na tzv. virtualizovanou dvojitou hvězdu. Jádro tvořily dva přepínače Cisco Nexus 7010 umístěné v lokalitách NIX2 a NIX4. K těmto přepínačům pak byly redundantně připojeny další přístupové přepínače Cisco Nexus 7710. Redundance přenosových tras byla řešena virtuální agregací, tzv. vPC port channel, kdy je každá lokalita připojena k dvěma rozdílným lokalitám (NIX2 nebo NIX4).
V listopadu 2011 dosahoval datový tok přes NIX.CZ úrovně 200 Gb/s (z toho datový tok protokolem IPv6 tvořil 2 Gb/s, špičkově až 6 Gb/s; do června 2011 byl pod 200 Mb/s, pak stoupl na úroveň okolo 600 Mb/s, k dalšímu nárůstu došlo v listopadu 2011). O rok dříve to bylo přibližně 150 Gb/s. Dne 26. června 2014 kolem 20. hodiny byl zaznamenán doposud největší datový tok uzlem a to konkrétně 294,8 Gb/s.
V roce 2015 sdružení rozšířilo svou působnost do Slovenské republiky otevřením peeringového uzlu v Bratislavě pod značkou NIX.SK. Tento uzel vznikl akvizicí a převzetím infrastruktury uzlu SiTELiX. V roce 2019 došlo k propojení uzlů v Praze a Bratislavě.
Mezi lety 2020 a 2023 prošla infrastruktura kompletní generační obměnou - NIX.CZ nahradil předchozí síťovou architekturu moderní datacentrovou technologií postavenou na EVPN/VXLAN. Nová architektura je založena na redundantní fabric topologii s využitím spine/leaf designu a L2 over L3 přenosu pomocí VxLAN, řízeného protokolem EVPN. Tato změna výrazně zvýšila škálovatelnost, segmentaci provozu, dostupnost a bezpečnost celé infrastruktury.
V roce 2021 byl otevřen přístupový bod ve Vídni a na konci roku 2023 následoval uzel ve Frankfurtu nad Mohanem, kde NIX.CZ navázalo partnerství s DE-CIX.
Jako jeden z prvních IXP na světě zprovoznil NIX.CZ zákaznický port o kapacitě 400GE a to již v roce 2021.
K 31. prosinci 2024 propojoval NIX.CZ 216 sítí.

## Technická infrastruktura
Infrastruktura NIX.CZ je dostupná z lokalit v Praze, Bratislavě, Vídni a Frankfurtu nad Mohanem. V roce 2024 nabízel NIX.CZ portové kapacity 1GE, 10GE, 25GE, 40GE, 100GE a 400GE ve všech lokalitách. Připojení je možné:
- v Praze z datových center:
  - NIX1 – ČRA DC Tower, Mahlerovy sady 1, Praha 3 (Žižkovský vysílač)
  - NIX2 – T-Mobile THP, Vinohradská 190, Praha 3 (dříve GTS Telehouse, Vinohradská 190)
  - NIX3 – T-Mobile KCP (ukončeno) (dříve T-Systems Telehouse, 5. května 65)
  - NIX4 – CE Colo, Nad Elektrárnou 1428/47, Praha 10 (dříve SITEL Telehouse, Nad Elektrárnou 47)
  - NIX5 – TTC Teleport DC1, Tiskařská 10, Praha 10
  - NIX6 – TTC Teleport DC2, Sazečská 10, Praha 10
  - NIX7 – DC7 CE Colo, K Pérovně 1616/2, Praha 15-Hostivař
  - NIX8 – CETIN Hostingové centrum Nagano[5] (ukončeno) (K Červenému dvoru 25)[pozn. 1]

- v Bratislavě:
  - NIXSK1 – SITEL, Kopčianska 20, Bratislava
  - NIXSK2 – SITEL, Kopčianska 18, Bratislava
  - NIXSK3 – DC Digitalis, Trnavská cesta 110/B, Bratislava

- ve Vídni:
  - NIXVIE – Digital Realty (dříve Vienna Interxion), Louis-Häfliger-Gasse 10, 1210 Wien
- ve Frankfurtu:
  - NIXFRA5 – Equinix FR5, Kleyerstrasse 90, 60326 Frankfurt am Main

Aktuálně je v provozu celkem 29 síťových přepínačů napříč všemi lokalitami.
Pro optickou konektivitu jsou využívány moderní transceivery typu QSFP28 (pro 100GE) a QSFP-DD (pro 400GE). V závislosti na vzdálenosti a typu konektivity jsou používány moduly:
- QSFP28 LR4 (100GE)
- QSFP-DD LR4 a QSFP-DD LR8 (400GE)

Součástí infrastruktury jsou také route servery, které NIX.CZ provozuje na bázi systému BIRD. Tyto servery jsou automaticky konfigurovány pomocí šablon a spravovány skripty, přičemž jejich konfigurace reflektuje aktuální bezpečnostní a technická doporučení. Route servery slouží k jednoduchému a bezpečnému propojování sítí členů bez nutnosti budování bilaterálních BGP relací. Významně usnadňují přístup nových účastníků ke službám IX a NIX.CZ je provozuje bezplatně.
Zároveň hrají klíčovou roli v bezpečnosti výměny směrovacích informací. Umožňují aplikaci filtrů na základě best current practices (BCP), například filtrováním nevalidních prefixů, prefixů bez ROA v RPKI, privátních adres nebo BGP hijacků. Data z route serverů jsou také dostupná skrze systém looking-glass, který slouží k diagnostice a transparentnosti směrování.

## Statistika provozu
Sdružení zajišťovalo přibližně polovinu veškerých datových toků v České republice. Maximální zaznamenaný provoz přesáhl hodnotu 3,2 Tbps. V rámci infrastruktury jsou v provozu stovky optických portů, přičemž nejrozšířenějšími typy jsou 100GE a 400GE.

## Projekt FENIX
FENIX je bezpečnostní projekt NIX.CZ určený pro společnosti a instituce. Projekt umožňuje zachovat dostupnost služeb i v případě rozsáhlých DDoS útoků. Členy FENIXu jsou např. banky, ISP, hostingové společnosti nebo státní organizace. V roce 2024 projekt zahrnoval 31 členů.
FENIX je postaven na principu samosprávy: pravidla a podmínky určují sami členové projektu. Od roku 2022 je k dispozici aplikace “FENIX Checker”, která automaticky kontroluje dodržování bezpečnostních pravidel.

## Mezinárodní aktivity
NIX.CZ je členem organizací Euro-IX a RIPE NCC. Zaměstnanci sdružení se pravidelně účastní odborných konferencí jako NANOG, Global Peering Forum, European Peering Forum a RIPE meetings. Od počátku je spoluorganizátorem konference Peering Days a národního setkání CSNOG.

## Veřejné prezentace a spolupráce
NIX.CZ se pravidelně prezentuje na tuzemských i zahraničních akcích a spolupracuje s akademickou sférou, státní správou a ostatními IXP. V roce 2024 se podílel na organizaci Peering Days, CSNOG a IPv6Day.